# Рябушко Віталій Віталійович
Віталій Віталійович Рябушко (нар. 24 березня 1992, Полтава, Україна) — український футболіст, нападник.

## Клубна кар'єра

### Ранні роки
Народився в Полтаві, вихованець місцевої ДЮСШ Горпинка. У ДЮФЛУ 3 2005 по 2007 рік виступав за полтавську «Молодь». У 2008 році потрапив до клубної структури киїаського «Динамо» (Київ), у складі якого з 2008 по 2009 рік виступав у ДЮФЛУ. У 2010 році грав за «динамівців» у молодіжному чемпіонаті України (16 матчів, 3 голи). У 2011 році повернувся до «Ворскли», проте в складі полтавчан виступав лише за молодіжну команду. У березні 2013 року відправився в оренду в «Кремінь». Дебютував у футболці кременчуцького клубу 6 квітня 2013 року в нічийному (0:0) домашньому поєдинку 1-о туру 2-ї групи Другої ліги проти горностаївського «Миру». Віталій вийшов на поле в стартовому складі, а на 59-й хвилині його замінив Вадим Барба. У квітні червні 2013 року зіграв 6 матчів у Другій лізі чемпіонату України. Після чого повернувся до «Ворскли», залучався до тренувань з першою командою, проте продовжив виступи в молодіжному чемпіонаті України. На контракті в полтавського клубу перебував протягом чотирьох сезонів, проте виступав лище за команду U-21 (68 матчів, 19 голів).

### «Скала» (Стрий)
У лютому 2015 року перейшов до «Скали». У футболці стрийського клубу дебютував 21 березня 2015 року в переможному (1:0) домашньому поєдинку 1-о туру Другої ліги проти «НПГУ-Макіїввугілля». Рябушко вийшов на поле в стартовому складі, а на 80-й хвилині його замінив Ігор Синишин. У своєму дебютному сезоні відзначався нереалізацією гольових моментів. Дебютними голами на професіональному рівні відзначився 1 серпня 2015 року на 44-й та 49-й хвилинах нічийного (2:2) виїзного поєдинку 2-о туру Другої ліги проти «Нікополя». Віталій вийшов на поле в стартовому складі та відіграв увесь матч. У сезоні 2015/16 років відзначився 10-а голами в Другій лізі та став 4-м найкращим бомбардиром чемпіонату. Наступного сезону вже не демонстрував такої результативності (відзначився 1 голом у національній першості). У стрийській команді провів два сезони, за цей час у Другій та Першій лігах зіграв 53 матчі, ще 1 поєдинок провів у кубку України.

### «Інгулець» (Петрове)
Наприкінці лютого 2017 року підписав контракт з «Інгульцем». Дебютував у складі петрівського клубу 14 квітня 2017 року в переможному (1:0) виїзному поєдинку 25-о туру Першої ліги проти чернівецької «Буковини». Рябушко вийшов на поле на 81-й хвилині, замінивши Євгенія Немтінова. У першій лізі зіграв 29 матчів у Першій лізі, в яких не відзначився жодним голом. Також періодично залучався до матчів другої команди «Інгульця», де в 4-х поєдинках Другої ліги відзначився 3-а голами. Наприкінці травня 2018 року залишив «Інгулець».

### «Миколаїв»
У середині червня 2018 року перейшов до МФК «Миколаїв». Дебютував у складі «корабелів» 21 липня 2018 року в нічийному (0:0) домашньому поєдинку 1-о туру Першої ліги проти київського клубу «Оболонь-Бровар». Віталій вийшов на поле на 70-й хвилині, замінивши Владислава Авраменка, а на 90-й хвилині його замінив Денис Скепський. З липня по вересень 2018 року зіграв у 6 матчах миколаївського клубу (5 — у Першій лізі, 1 — у кубку України), з яких лише в 2-х виходив у стартовому складі. Також отримав 2 жовті картки. У середині листопада 2018 року за згодою сторін контракт з МФК «Миколаїв» було розірвано.

## Кар'єра в збірній
З 2009 по 2011 рік виступав за юнацькі збірні України U-17 та U-19.

## Стиль гри
За амплуа ... нападник, але діє з глибини і, скоріше, під форвардом, ніж на вістрі. Його не назвеш фактурним, тому козирі Віталія — дриблінг, пас, бачення поля, а також старанність. Також грає на позиції атакувального півзахисника.